# 克雷格·庫蘭
克雷格·庫蘭（英語：Craig Curran；1989年8月23日—）是一位英格蘭足球運動員。在場上的位置是前鋒。他現在效力於蘇格蘭足球甲級聯賽球隊登地足球俱樂部。他出身於燦美爾流浪足球會的青訓營。

## 外部連結
- 足球数据库：克雷格·庫蘭的球员统计数据